# Чешихин, Всеволод Евграфович
Всеволод Евграфович Чешихин (1865—1934) — русский писатель, публицист, музыкальный критик, педагог и переводчик.

## Биография
Родился в 1865 году в семье русского публициста, краеведа и просветителя Евграфа Васильевича Чешихина. Брат историка русской литературы Василия Евграфовича Чешихина-Ветринского.
Окончил Рижскую Александровскую гимназию (1882) и юридический факультет Санкт-Петербургского университета.
В 1889 году поступил на службу в Рижский окружной суд, где состоял мировым судьей в городе Риге.
С 1892 года В. Е. Чешихин принимал живое участие в русской общественной жизни города Риги, являясь одним их наиболее деятельных лекторов местного литературного кружка; по его инициативе музыкальным обществом «Ладо» открыто в 1898 году Рижское отделение Русского музыкального общества.
В 1899—1900 годах участвовал в обсуждении нового законопроекта об авторском праве в России.
Читал в музыкальной школе «элементарную теорию музыки» и «гармонию». Помимо отдельных изданий, написал ряд переводов, критических статей, беллетристических очерков, рассказов, музыкальных рецензий в разных периодических изданиях.
Как публицист, с особенным вниманием относился к национальным вопросам, стараясь быть одинаково чуждым как расовой нетерпимости, так и национального индифферентизма.
Как критик, высоко ставил публицистический метод исследования литературных явлений, но не отрицал и других методов и выступал как защитник Волынского-Флексера.
Скончался в 1934 году.

## Архив
Обширный фонд В.Е. Чешихина и его брата В.Е. Чешихина-Ветринского хранится в Российском государственном архиве литературы и искусства. Он насчитывает 1430 единиц хранения за 1881–1935 гг. Большая часть документов Чешихина — рукописи, среди которых стихотворения, дневники, опера-мистерия памяти Ф.М. Достоевского, переводы из Г. Гейне, И.В. Гете и др. Также в фонде хранятся переписки, анкета и фото Чешихина, а также рукописи поэта-нижегородца Л.Г. Граве.